# Sainte-Marie (Ille-et-Vilaine)
Sainte-Marie è un comune francese di 2 301 abitanti situato nel dipartimento dell'Ille-et-Vilaine nella regione della Bretagna.

## Società

### Evoluzione demografica
Abitanti censiti